# Pleurobema rubrum
Pleurobema rubrum är en musselart som först beskrevs av Rafinesque 1820.  Pleurobema rubrum ingår i släktet Pleurobema och familjen målarmusslor. IUCN kategoriserar arten globalt som nära hotad. Inga underarter finns listade i Catalogue of Life.